# Armada de Yibuti
La Armada de Yibuti es la fuerza de guerra naval de las Fuerzas Armadas de Yibuti. Es responsable de proteger el mar territorial de Yibuti y su costa, así como apoyar las operaciones militares del Ejército de Yibuti.

## Introducción
El objetivo principal de la Armada yibutiana, es salvaguardar las fronteras marítimas de la nación africana, actuar para disuadir o derrotar a cualquier amenaza o agresión contra el territorio, el pueblo o los intereses marítimos de Yibuti, tanto en tiempos de guerra como en tiempos de paz, mediante ejercicios conjuntos y misiones humanitarias, incluida la ayuda humanitaria en casos de desastre natural, la Armada de Yibuti promueve las relaciones bilaterales entre las naciones africanas. Dispone de una flota de embarcaciones cañoneras, barcos lanzamisiles, lanchas rápidas de ataque, buques de apoyo a buceo y buques escuela, que pueden ser desplegadas para defender las aguas territoriales, la costa y el litoral de Yibuti, así como proteger a los buques petroleros que navegan por el estrecho de Bab el-Mandeb. La Armada yibutiana se construyó y estructuró con la ayuda de los Estados Unidos tras el final de la Guerra Fría, pero también ha dependido de otras naciones para obtener equipamiento y tecnología militar en algunas áreas. Las fuerzas armadas yibutianas son una fuerza militar importante en el estrecho de Bab el-Mandeb y en el Golfo de Adén.

## Historia
La Armada de Yibuti fue fundada en 1979 y comenzó una importante expansión con la ayuda de Francia en 1981. Inicialmente incluía los restos de la gendarmería yibutiense, y se centraba en la seguridad portuaria y la vigilancia del tráfico marítimo. La Armada yibutiana, es la responsable de proteger las aguas territoriales de Yibuti y sus costas. Yibuti está una zona con importantes recursos de pesca y donde existe una activa industria pesquera. En 2006, la adquisición de varios barcos estadounidenses aumentó considerablemente la capacidad de la Armada yibutiense para patrullar distancias más largas y permanecer en el mar durante varios días seguidos. La cooperación con la Armada de los Estados Unidos y la Armada de Yemen también está aumentando en un esfuerzo por proteger y mantener la seguridad de las rutas marítimas de comunicación. Actualmente, la Armada de Yibuti continúa modernizándose.

## Equipamiento naval
| Clase                                                    | Tipo                 | Origen             | Cantidad           |
| Buques patrulleros                                       | Buques patrulleros   | Buques patrulleros | Buques patrulleros |
| -------------------------------------------------------- | -------------------- | ------------------ | ------------------ |
| Metal Shark 28 Defiant                                   | Buque patrullero     | Estados Unidos     | 6                  |
| Barco de la clase Defender                               | Buque patrullero     | Estados Unidos     | 4                  |
| Clase Swari de 35 toneladas                              | Buque patrullero     | Estados Unidos     | 6                  |
| Embarcación patrullera de la clase Predator de 27 metros | Buque patrullero     | China              | 4                  |
| Damen FCS 5009                                           | Buque patrullero     | Sudáfrica          | 2                  |
| Botes salvavidas                                         |                      |                    |                    |
| Bote salvavidas a motor de 44 pies                       | Bote salvavidas      | Estados Unidos     | 4                  |
| Lanchas de desembarco                                    |                      |                    |                    |
| Embarcación de desembarco EDIC                           | Lancha de desembarco | Francia            | 2                  |
| Embarcación de desembarco LSM de 66 metros               | Lancha de desembarco | Sudáfrica          | 1                  |

## Misión

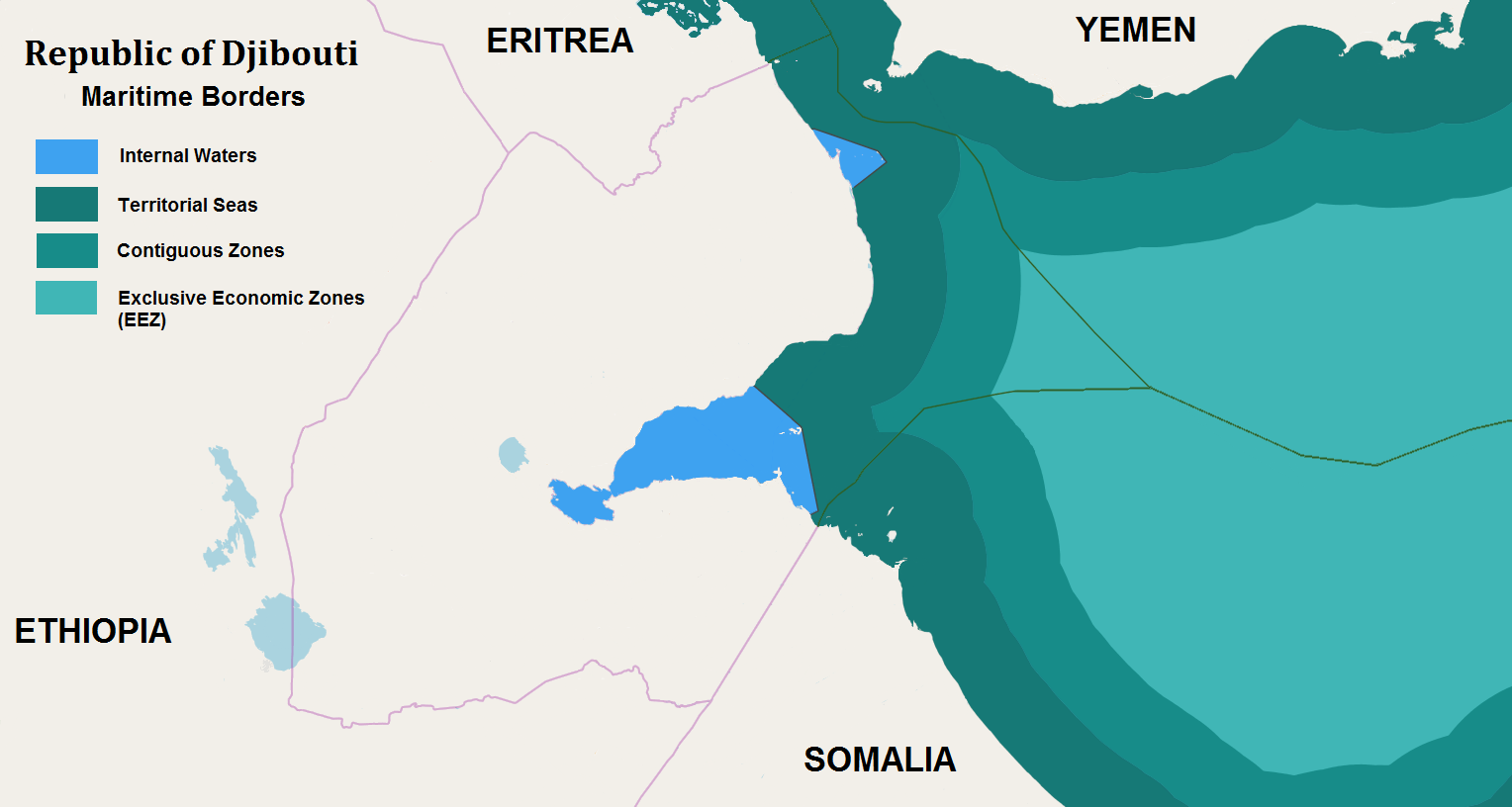
Aguas territoriales de Yibuti.

La Armada de Djibouti forma parte de las Fuerzas Armadas de Djibouti. Su misión incluye la protección del territorio y la soberanía de Yibuti, así como el control de la zona económica exclusiva. Otras tareas incluyen el mantenimiento, la preservación y la prestación de servicios navales en apoyo de otros departamentos y autoridades estatales, incluyendo misiones de búsqueda y rescate, la protección de los recursos marítimos y el apoyo al transporte marítimo diplomático.

## Bases
Las principales bases de la Armada de Yibuti se encuentran en:
- Ciudad de Yibuti
- Obock
- Tadjoura
- Khor Angar
- Islas Maskali

## Graduación militar

### Oficiales
| Grado militar      | Insignia | Rangos OTAN |
| ------------------ | -------- | ----------- |
| Almirante          |          | OF-9        |
| Vicealmirante      |          | OF-8        |
| Contraalmirante    |          | OF-7        |
| Capitán de navío   |          | OF-6        |
| Capitán de fragata |          | OF-5        |
| Capitán de corbeta |          | OF-4        |
| Teniente           |          | OF-3        |
| Subteniente        |          | OF-2        |
| Alférez            |          | OF-1        |